# Wu Zetian

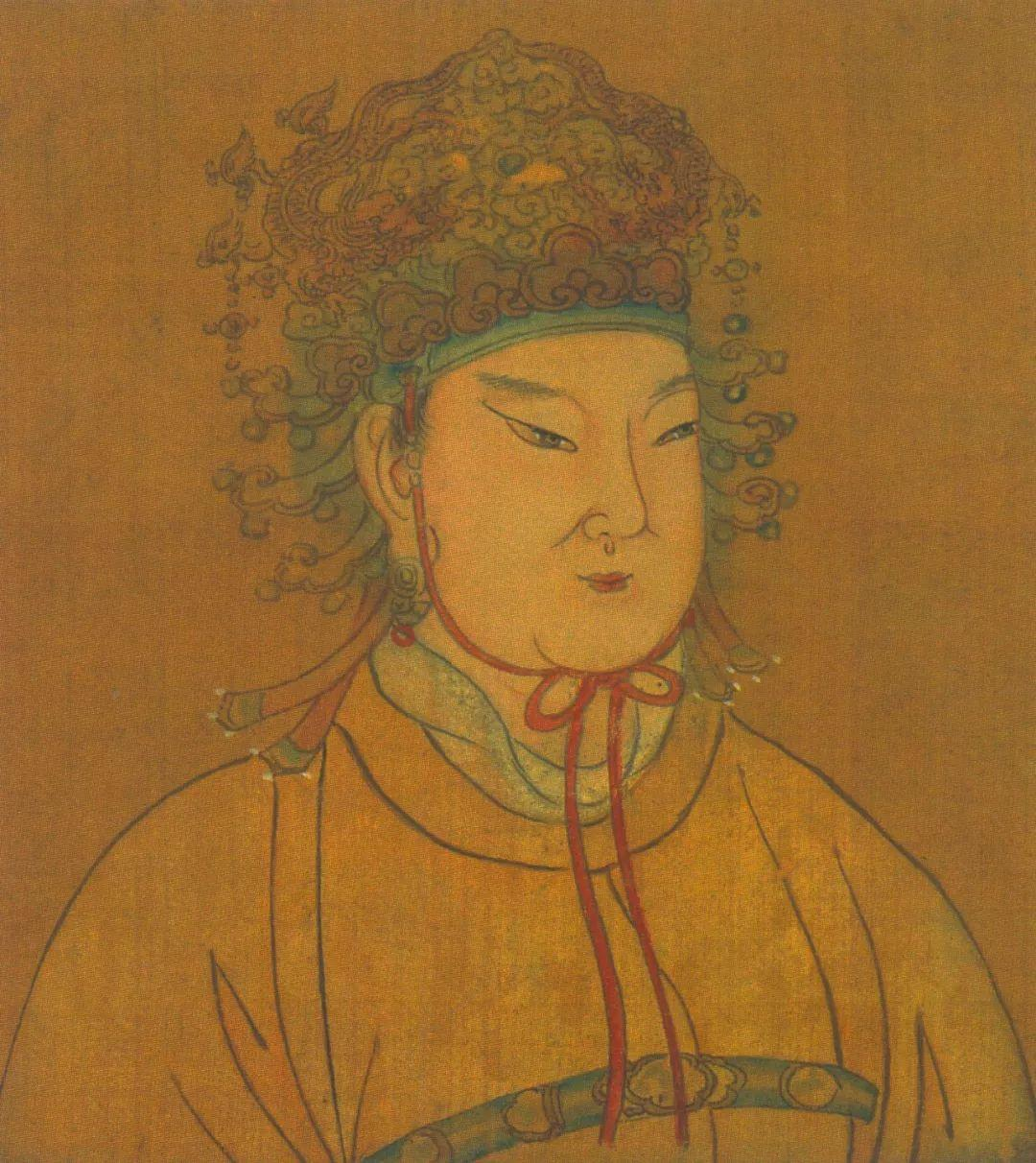
Kaiserin Wu Zetian

Wu Zetian (chinesisch 武則天 / 武则天, Pinyin Wǔ Zétiān; * 625; † 16. Dezember 705) war die einzige Frau mit dem Titel chinesischer „Kaiser“. Ihre Herrschaft (690–705) wird auch als Dynastie Wuzhou (武周) verzeichnet und unterbrach die Tang-Dynastie (唐朝). Wuzhou darf nicht mit der wesentlich früheren Zhou-Dynastie (chinesisch 周朝, Pinyin Zhōucháo) verwechselt werden, der langlebigsten aller chinesischen Dynastien.
Wu Zetians eigentlicher Name war unbekannt. Nach der Thronbesteigung änderte sie ihren Namen in Wu Zhao (武曌,  Wǔ Zhào, ein Zeichen, das sie speziell für sich geschaffen hatte). Ihr posthumer Name war Wu Hou (武后,  Wǔ Hòu – „Kaiserin Wu“).
Jede Ehefrau eines chinesischen Kaisers war „Kaiserin“, durfte als Frau aber nicht den Tempel des Himmlischen Friedens betreten und dort für das Volk beten. Dies war die vornehmste Aufgabe des chinesischen Kaisers. Nur der „Sohn des Himmels“ hatte die Verbindung zu den Ahnen, nur er konnte um eine gute Ernte und Verschonung des Reiches vor den Reiterhorden aus dem Nordwesten bitten. Auch Wu hatte den Tempel des Himmlischen Friedens als „Kaiserin“ nicht betreten dürfen, aber als nomineller „Kaiser“ konnte „er“ dort für das Volk beten.

## Herkunft
Wu Zetian wurde am Ende der Sui-Dynastie in Wenshui (heutige Provinz Shanxi) geboren. Ihr Vater Wu Shiyue war ein Tofu-Hersteller, der unter Kaiser Yang mit Holzhandel reich geworden war. Da Händler im kaiserlichen China einen niedrigen Status hatten, trat Wu in die Armee von Li Yuan, dem damaligen Statthalter des Kaiserhauses in Taiyuan und Shanxi, ein. Li und Wu lernten sich persönlich kennen und schätzen, Wu beherbergte Li mehrmals in seinem Haus, als Li auf Feldzügen gegen Bauernaufstände in der Region von Wenshui vorbeikam. Im Jahre 617 wandte sich Li auf Anraten von Wu gegen Kaiser Yang. Li beförderte Wu zu einem Offizier in seiner Armee, so dass dieser für Waffen und Material zuständig wurde. Li setzte Kaiser Yang ab und Gong auf den Thron, sich selbst ernannte er zum Premierminister. Wu Shiyue wurde zum stellvertretenden Minister für Riten und zum Grafen von Yiyuan ernannt. Ein Jahr später rief sich Li Yuan selbst zum  Kaiser Gaozu der Tang-Dynastie aus. Wu stieg zum General auf und wurde mit zahlreichen Geschenken für seine Dienste belohnt. Im Jahre 620 wurde er Minister für staatliche Bauwerke, wobei es ihm gelang, mit Fähigkeit zu überzeugen.
Wu hatte während der Kriege seine Frau und zwei von vier Söhnen verloren. Auf Initiative von Gaozu heiratete der bereits 46-jährige Wu Shiyue im Jahre 622 eine 44-jährige entfernte Verwandte des Kaisers. Aus dieser Verbindung gingen zwei Töchter hervor, von denen die zweite Wu Zetian war. Wu Zetian wuchs in Yangzhou auf, wohin Wu Shiyue als Verwalter versetzt wurde. Später zogen sie nach Lizhou (Provinz Sichuan), wo Wu Shiyue als Gouverneur fungierte. Wu Zetian wurde von ihrer Mutter, die eine hochgebildete Frau war, in Dichtkunst, den konfuzianistischen Klassikern, Geschichte und Etikette unterrichtet. Vater Wu Shiyue starb, als Wu Zetian elf Jahre alt war. Gemäß der chinesischen Tradition zog die Familie an den Geburtsort von Wu Shiyue, die Söhne erbten das gesamte Vermögen Wu Shiyues und hätten die Halbwaise Wu Zetian und ihre Mutter versorgen sollen. Sie behandelten die beiden Frauen aber schlecht.

## Konkubine von Kaiser Taizong
Die beiden Frauen verließen im Jahre 637 Wenshui und zogen in die Hauptstadt Chang’an zu Verwandten. Wu Zetian galt damals schon als hübsche junge Frau – das Schönheitsideal zu Zeiten der Tang-Dynastie schrieb den Frauen Übergewicht vor – und im Alter von 13 Jahren kam sie in den Palast von Kaiser Taizong als niederrangige Konkubine. Sie bekam vom Kaiser den Namen Meiniang (媚娘,  Mèiniáng) und die Aufgabe, die Aktivitäten der anderen Konkubinen zu protokollieren und dem Kaiser darüber zu berichten. Wenngleich Wu Zetian den Kaiser oft sah, wurde sie nicht schwanger und erhielt zehn Jahre lang keine Beförderung.
Erwachsen geworden, wurde sie die Konkubine des Kronprinzen und nachfolgenden Kaisers Tang Gaozong. Mit dem Tode Taizongs ging sie 649/50 ins Kloster, aber Gaozong holte sie zurück. Wu Zetian erstickte dann angeblich ihre eigene Tochter und schob den Mord der Hauptfrau in die Schuhe, so dass sich Gaozong von dieser scheiden ließ. Nach einigen weiteren Intrigen wurde sie 655 die Hauptfrau. Der Kaiser verlegte ihr zuliebe die Residenz nach Luoyang und ernannte auch ihren ältesten Sohn zum Thronerben.

## Machtkämpfe und Verwaltungsprobleme
Gaozong litt ab 660 an Schwindelanfällen und Kopfschmerzen. Man nahm an, dass er von Wu Zhao bis zu seinem Tod 683 langsam vergiftet wurde. Die Kaiserin entfernte in langjährigem Ringen ihr feindlich gesinnte Minister aus der Regierung und besetzte diese Posten mit ihren Vertrauten. Auch vergiftete sie offenbar 675 ihren ältesten Sohn, da er Partei gegen seine Mutter ergriff. Solcherart als Regentin abgesichert, ließ sie ihren dritten Sohn, Kaiser Zhongzong († 710), nach nur sechswöchiger Regierungszeit ab- und dessen jüngeren Bruder Ruizong formal einsetzen.
Wu Zhao bemühte sich zunächst 684 um eine Erneuerung der Verwaltung. Die beständige Expansion des Tang-Reiches hatte zum Durcheinander in der Verwaltung geführt. Die Verwaltungsschwäche und die resultierenden falschen Zahlen bezüglich Bevölkerungsanzahl, Steueraufkommen usw. förderten die Korruption. Aber schon früh musste sie auch um den Bestand ihrer Herrschaft ringen, was ihre Reformabsichten in den Schatten stellte.
Bereits Mitte 684 plante der Prinz Li Jingye eine Rebellion. Man beschuldigte Wu Zhao der Vergiftung ihrer Mutter, des Todes ihres Kindes und ihrer älteren Brüder sowie des Mordes an Kaiser Gaozong. Diese Revolten beschränkten sich auf die Mitglieder der Kaisersippe Li und ranghohe Beamte in der Zentralverwaltung. In der Bevölkerung fanden sie keinen Rückhalt. Trotzdem verlegte Wu Zhao 684 die Hauptstadt nach Luoyang, wo ihre Feinde nicht so einflussreich waren wie in Chang-an. Dazu förderte sie die Beamtenprüfungen als Gegenmaßnahme zum etablierten Adel in der Verwaltung.
Wu Zhaos Antwort war die Bildung einer kaiserlichen Geheimpolizei 686 unter Zhou Xing und Lai Junchen. Diese Geheimpolizei schaltete schnell alle anderen staatlichen Sicherheitsorgane aus und fand ihre Opfer meist unter den höheren Literaten-Beamten und den adligen Familien der Zentralverwaltung, weniger in der Provinzverwaltung. Mord,  Folter, Hinrichtung und Verbannung waren die Folge. Auch mehrere Prinzen (u. a. der Mann der Lieblingstochter Wu Zhaos) wurden ermordet. Nach einer letzten Verfolgung 697 wurde die Geheimpolizei zerschlagen, Lai Junchen in die Verbannung geschickt.
Ein Novum war eine Bronzeurne mit vier Schlitzen, in welche die Bevölkerung anonym ihre Empfehlungen, Beschwerden, Forderungen und Prophezeiungen stecken konnte (und jene, die nicht schreiben konnten, durften auf Staatskosten einen Briefschreiber beauftragen). Ihr Inhalt wurde von einem Vertrauten der Kaiserin sorgfältig ausgewertet.
690 bestieg Wu Zhao mit Unterstützung der Buddhisten selbst den Drachenthron. Und zwar hatte ihr ehemaliger Liebhaber, der politisch einflussreiche Mönch Yue Huaiyi, Schriftrollen „gefunden“, welche behaupteten, dass der Maitreya (zukünftige Buddha) eine Frau sei. Es fanden sich immer mehr Leute, die ihr den Kaiserthron zusprachen, obwohl sie eine Frau war. Nachdem sie sich eine Weile pro forma gegen diese Petitionen gesträubt hatte, legte sie sich den Kaisertitel (Huangdi) zu, ihr Sohn musste abdanken. Der Buddhismus wurde im Gegenzug 691 zur Staatsreligion erhoben (im Zusammenhang mit einem Anschlag änderte sie ihre Einstellung gegenüber den Buddhisten später wieder und legte den Maitreya-Titel wieder ab).

## Nachfolge
Mitte 703 wurde Wu Zhao ernstlich krank und war ans Bett gefesselt, die ohnehin angeschlagene Staatsverwaltung stockte. Es kam zu einem Staatsstreich, hinter dem die Familie der Ex-Kaiserin Wei stand, der Frau Zhongzongs. Die Männer der Palastwache bahnten sich den Weg zur Kaiserin Wu Zhao, richteten zwei ihrer Minister (die Zhang-Brüder) hin und zwangen sie zur Abdankung zugunsten Zhongzongs. Damit war die Tang-Dynastie erneut etabliert. Wu Zhao starb wenige Monate später eines natürlichen Todes.
Kaiser Zhongzong regierte noch bis zu seinem eigenen Tod 710 – als ihn seine Frau, die Kaiserin Wei, die wegen ihrer zahlreichen Affären in Bedrängnis geraten war, kurzerhand vergiftete und ihren Sohn einsetzte. Der andere überlebende Sohn Wu Zhaos, der Ex-Kaiser Ruizong, hätte es vielleicht geduldet, aber dessen Sohn nicht. Er wollte keine zweite Wu Zhao, drang in den Palast ein, ermordete die Kaiserin Wei und ließ ihre ganze Familie umbringen. Nach der formalen Abdankung seines Vaters, Kaiser Ruizong, trat er als Kaiser Tang Xuanzong (reg. 713–756) die Regierung an.